# Jean-Marie Fertey
Jean-Marie Fertey est un acteur français.

## Biographie
Originaire d'un petit village de l'Aude, Jean-Marie Fertey était marchand de journaux et libraire à Paris lorsque l'un de ses clients, Max Viterbo, qui fut un temps le directeur du Théâtre de l'Empire, le remarqua et lui proposa de faire du théâtre : "J'avais vingt ans et demi, quelque chose qu'on n'oublie pas". En une nuit, pour une audition, il apprit le monologue "Femmes, créatures faibles et décevantes" du Mariage de Figaro et il fut engagé. C'est ainsi qu'il débuta dans une pièce intitulée "Sauvons la", dans laquelle il avait pour partenaire Jean Topart. Il fut l'élève de Maurice Lagrenée, l'un des comédiens de Louis Jouvet.
Sa première apparition cinématographique remonte à 1956. Il interprète le personnage de Jasmin, valet de Voltaire, dans le film Si Paris nous était conté de Sacha Guitry. Il tourna ensuite quelques films dont Colère froide aux cotés d' Estella Blain, L'Amour à la chaîne dans lequel il donne la  réplique à Jean Yanne et Perrette Pradier. Sa dernière apparition sur grand écran remonte à 1994 dans Tout droit jusqu'au matin, un court-métrage d'Alain Guiraudie.
Peu présent au cinéma, c'est à la télévision que Jean-Marie Fertey commença à révéler toutes les facettes de son immense talent de comédien. Pendant plus d'une décennie, aux grandes heures de l'Office de radiodiffusion-télévision française, il participa à de très nombreuses dramatiques telles que La caméra explore le temps, Le Théâtre de la jeunesse, Le Tribunal de l'impossible...ainsi qu'à de nombreux téléfilms parmi lesquels "Les lettres de mon moulin", "Le tricorne"... Dans les années 80, il fit quelques brèves apparitions dans des séries télévisées, Les Cinq Dernières Minutes, Médecins de nuit, L'inspecteur mène l'enquête... Au tout début des années 90, AB Productions l'engagea pour quelques participations dans des Sitcom, Cas de divorce, Tribunal , Le Miel et les Abeilles...Il fut également au générique de Rue Carnot et de Demain l'amour.
Jean-Marie Fertey consacra une grande partie de sa carrière au théâtre jusqu'à la fin des années 90, avec plus d'une trentaine de pièces à son actif allant de Tristan et Yseult à Monsieur Prudhomme, en passant par L'Officier perdu et  Oreste ne viendra plus. "Le théâtre, c'est notre drogue à nous les acteurs" confiait-il dans un entretien accordé à Guy Robert en 1995 en se remémorant ses cours de théâtre pendant lesquels il lui arrivait de voir Jouvet en répétition.
De la fin des années 1950 au milieu des années 1990, Jean Marie Fertey a enregistré des centaines d'émissions radiophoniques, le plus souvent sur France Inter et France Culture. Sa voix, sa diction et son phrasé impeccables ont fait de lui un comédien indissociable des Maîtres du mystère de Pierre Billard (scénariste) ainsi que de très nombreuses mises en ondes de romans et de fictions radiophoniques. Alain Decaux, André Castelot le sollicitèrent à de nombreuses reprises pour leur Tribune de l'Histoire.
Jean-Marie Fertey fut président de la Mutuelle nationale des Artistes jusqu'en 2016.

## Filmographie

### Cinéma
- 1955 : Si Paris nous était conté de Sacha Guitry : Jasmin
- 1960 : Colère froide d'André Haguet et Jean-Paul Sassy : Alex
- 1965 : L'Amour à la chaîne de Claude de Givray : Thanatos
- 1981 : Votre enfant m'intéresse de Jean-Michel Carré
- 1982 : Jamais avant le mariage de Daniel Ceccaldi
- 1983 :  Au fin Porcelet, court métrage de Roy Lekus
- 1983 : L'Épopée de Cheikh Bouamama de Benamar Bakhti
- 1983 : Zig Zag Story de Patrick Schulmann : Charles Gaudin
- 1989 : La Passion de Bernadette, de Jean Delannoy
- 1994 : Tout droit jusqu'au matin, court métrage d'Alain Guiraudie : le vieux veilleur de nuit

### Doublage
- 1995 : Le monde est un grand Chelm de Albert Hanan Kaminski

### Télévision
- 1960 : La caméra explore le temps, de Alain Decaux et Stellio Lorenzi, Qui a tué Henri IV
- 1960 : Elizabeth la femme sans homme, de Roland-Bernard
- 1960 : Fille de l'Homme, de Roland-Bernard
- 1961 : La Version de Browning, de Lazare Iglésis
- 1961 : La reine offensée, de Dominique Rety

- 1962 : Quatrevingt-treize d'Alain Boudet : La Vieuville
- 1963 : La caméra explore le temps, La vérité sur l'affaire du courrier de Lyon, de Stellio Lorenzi
- 1963 : La caméra explore le temps, Le procès de Charles 1er, de Guy Lessertisseur
- 1964 : L'Abonné de la ligne U de Yannick Andreï
- 1965 : Le Théâtre de la jeunesse, Marie Curie - Une certaine jeune fille, de Pierre Badel
- 1966 : La Caméra explore le temps : les Cathares de Stellio Lorenzi : le comte de Mirepoix
- 1967 : La Tribune de l'Histoire : Le Meurtre de Henry DARNLEY
- 1968 : L'Homme de l'Ombre, Neuf mille et un soleils, de Guy Jorré
- 1968 : Lélia ou la vie de George Sand, de Henri Spade
- 1970 : Les Lettres de mon moulin, de Pierre Badel
- 1972 : Qui êtes-vous M. Renaudot ? de Claude Deflandre : Concini
- 1972 : Le Tricorne, de Jean-Paul Roux
- 1976 : Cinéma 16, Le temps d'un regard, Bernard Gallardi
- 1976 : L'inspecteur mène l'enquête : Une délivrance pour tout le monde, Georges Vincent
- 1977 : Les Samedis de l'Histoire
- 1978 : Jean-Christophe, La foire sur place, de François Villiers
- 1978 : Les samedis de l'Histoire, La banqueroute de Law
- 1978 : Les Samedis de l'Histoire, Lazare Carnot ou le glaive de la révolution, La Réveillière
- 1980 : Martine Verdier
- 1980 : Les Incorruptibles, ce Abder Isker
- 1980 : L'inspecteur mène l'enquête, L'Escarboucle de Salammbô, de Guy Saguez
- 1981 : Les Amours des années grises, de Gérard Thomas, Trois sans toit, le père
- 1981 : Le Sang des Atrides, le Procureur
- 1981 : Le bourreau pleure, de Isker Abder : le juge
- 1981 : Caméra une première : L'Accompagnateur
- 1984 : Rue Carnot (série télévisée), de Pierre Goutas, maître Moreau
- 1984 : L'Histoire à la Une : De révoltes et d'espoirs
- 1986 : Médecins de nuit de Jean-Pierre Prévost, épisode : Marie-Charlotte (série télévisée)
- 1987 : Demain l'amour (série télévisée), de Emmanuel Fonlladosa, Philippe Lagarde
- 1989 : Cinéma 16, Un citoyen sans importance, Robespierre
- 1989 : Drôles d'histoires, Mésaventures : Aux innocents les mains vides
- 1989 : Drôles d'histoires, Mésaventures : La tête en feu, le commissaire de police
- 1989 : Drôles d'histoires, Intrigues : La mort de Bob, Richard Maréchal
- 1989 : Drôles d'histoires, Intrigues : Terrain d'entente, Sarafian
- 1990 : Tribunal (série télévisée) : L'Incendie, Ferdinand Sigwalt
- 1990 : Les Compagnons de l'aventure : Lola et les Sardines : La voix étrange, l'impressario
- 1991 : Cas de divorce, de Alain Lombardi, épisode 43 : Imbert contre Imbert, Louis Imbert
- 1991 : Drôles d'histoires, Intrigues : Drôle de cirque, Georges
- 1992 : Drôles d'histoires, Mésaventures : Harold et Joe, Harold

## Théâtre
- 1997 : Ce pauvre Ambroise de Laurent Gassiole
- 1993 : Vous avez dit fraîcheur? de Vincent Maes1

- 1992 : Créanciers de August Strindberg, mise en scène de Marianne Lévy

- 1986 : L'Idiot de Fiodor Dostoïevski, mise en scène de Jacques Mauclair
- 1984 : Oreste ne viendra plus de José Valverde
- 1982 : L'Alouette de Jean Anouilh, mise en scène de Mario Franceschi
- 1977 : La Joconde de Gabriele D'Annunzio, mise en scène de Jean Rougerie
- 1975 : Les Secrets de la Comédie Humaine de Félicien Marceau, mise en scène de Paul- Émile Deiber
- 1974 : Thorgenthan de René Aubert, mise en scène de Jean-Jacques Aslanian
- 1973 : Othon de Pierre Corneille, mise en scène de Jean Martinelli
- 1973 : Cromwell de Victor Hugo, mise en scène de Jean Martinelli
- 1972 : Les Justes, de Albert Camus, mise en scène de Jean Deschamps
- 1972 : C'est la fête de José Valverde
- 1971 : Don Sanche d'Aragon de Pierre Corneille, mise en scène de Jean Serge
- 1970 : Le Geôlier de soi-même de Thomas Corneille, mise en scène de Francis Morane
- 1970 : Monsieur Prudhomme, de Henry Monnier, mise en scène de Henri Poirier
- 1968 : Ruy Blas, de Victor Hugo, mise en scène de Bernard Bauronne
- 1967 : Andromaque de Jean Racine, mise en scène de Serge Ligier
- 1966 : Le Barbier de Séville de Pierre-Augustin Caron de Beaumarchais, mise en scène de Jean Leuvrais
- 1965 : Dom Juan de Molière, mise en scène de Robert Manuel
- 1964 : L'Officier perdu de Jean Rebel, mise en scène de André Cellier
- 1963 : La Nuit des rois, de William Shakespeare
- 1962 : Les Justes de Albert Camus, mise en scène de Daniel Ceccaldi
- 1961 : Comme tu me veux de Luigi Pirandello, mise en scène de Simone Turck
- 1961 : La machine à écrire de Jean Cocteau, mise en scène de André Talmès
- 1961 : Le Barbier de Séville, de Pierre-Augustin Caron de Beaumarchais, mise en scène de Julien Bertheau
- 1961 : Hamlet de Jules Laforgue, mise en scène de Serge Ligier
- 1960 : Comme tu me veux, de Luigi Pirandello, mise en scène d'Antoine Bourseiller
- 1960 : L'Homme à l'ombrelle blanche de Charles Charras, mise en scène de Georges Vitaly
- 1959 : Tristan et Iseut de Jean de Beer, mise en scène de Pierre-Alain Jolivet
- 1958 : Prométhée d'Eschyle, mise en scène de Pierre-Alain Jolivet

- 1956 : Don Carlos de Friedrich von Schiller, mise en scène de Raymond Hermantier

## Voix-off
- 1990 : Le Piège d'Emmanuel Bove, mise en scène de Didier Bezace

## Radio
France Inter :
- 1959 : L'art du comédien : Propos et pratique : Poètes et prosateurs de l'époque romantique : Eternité de la nature, brièveté de l'homme

- 1960 : L'art du comédien : Propos et pratique : Poètes et prosateurs de l'époque romantique : Hamlet de Jules Laforgue
- 1963 : L'art du comédien : Propos et pratique : Le surréalisme

- 1963 : Heure de culture française : Littérature er critique : Tristan Corbière
- 1963 : Heure de culture française : Littérature et critique : Jules Laforgue
- 1963 : Heure de culture française : Littérature er critique : Carrefours du symbolisme : les complaintes de Laforgue

- 1964 : Détectives en pantoufles : Kerven fait mouche
- 1964 : Détectives en pantoufles : Les prisonniers de Coplan
- 1964 : Détectives en espadrilles : Echec au fou
- 1964 : Détectives en espadrilles : Rencontre en vue mariage
- 1965 : Détectives en espadrilles : Accident de parcours
- 1965 : Le vrai visage de Lucrèce Borgia

- 1965 : Théâtre de l'étrange : Ce mur infranchissable
- 1967 : Informations secrètes : Les disparus de Brive
- 1967 : Histoires de toutes les couleurs : Le fin voleur
- 1967 : Histoires de toutes les couleurs : Pif Paf Pouf
- 1968 : Flâneries dans ma bibliothèque : Le cachet rouge
- 1968 : Mystère Mystère de Pierre Billard (scénariste) : Préméditation
- 1969 : Les mystères de l'été de Pierre Billard (scénariste) : Question de vie ou de mort
- 1969 : Histoires de toutes les couleurs : La Bergère Clémentine
- 1969 : Mystère Mystère de Pierre Billard (scénariste) : Les yeux dans les yeux
- 1969 : Mystère Mystère de Pierre Billard (scénariste) : Le raccourci
- 1969 : Mystère Mystère de Pierre Billard (scénariste): instructions posthumes
- 1969 : Mystère Mystère de Pierre Billard (scénariste): N'avouez jamais
- 1969 : Mystère Mystère de Pierre Billard (scénariste): Dans la gueule du loup
- 1969 : Mystère Mystère de Pierre Billard (scénariste) : Qui veut la fin
- 1970 : Massada ne tombera plus
- 1970 : Le théâtre de l'étrange : L'ordinateur
- 1970 : Mystère Mystère de Pierre Billard (scénariste) : La valise jaune
- 1970 : Mystère Mystère : La cerise
- 1970 : Mystère Mystère : La visite imprévue
- 1970 : Mystère Mystère : La réparation
- 1970 : Mystère Mystère : Un homme de coeur
- 1970 : Les mystères de l'été de Pierre Billard (scénariste) : Le beau rôle
- 1971 : Mystère Mystère : Le dernier mot
- 1971 : Mystère Mystère : Une méchante affaite
- 1971 : Mystère Mystère : Meurtre après inventaire
- 1971 : Le collier d'Aurelia

- 1971 : Théâtre de l'étrange : Le secret de la Bergerie
- 1971 : Théâtre de l'étrange : Le piéton
- 1972 : Mystère Mystère : Le Maître de Brackley Hills
- 1972 : Mystère Mystère : La mort du père
- 1972 : Mystère Mystère : Mon cadavre sur un plateau
- 1972 : Mystère Mystère : Mauvaise conduite
- 1972 : Mystère Mystère : Tendres aveux
- 1972 : Mystère Mystère : Les termites
- 1972 : Mystère Mystère : Il faut mourir à point
- 1972 : Mystère Mystère : La partie civile
- 1972 : Mystère Mystère : Les demoiselles de Douarnenez
- 1972 : Les mystères de l'été de Pierre Billard (scénariste) : Oncle Mike est arrivé
- 1972 : Théâtre de l'étrange : Séruse ou les jambes à mon cou
- 1972 : Théâtre de l'étrange : Valérie 760
- 1972 : Théâtre de l'étrange : Le fabricant de jouets
- 1973 : Mystère Mystère : Le serpent ceinture
- 1973 : Mystère Mystère : Entre le marteau et l'enclume
- 1973 : Mystère Mystère : La mort de l'autre
- 1973 : Mystère Mystère ; La méditation d'Héloïse
- 1973 : Mystère Mystère : Mauvaise conduite
- 1973 : L'Art d'être grand-mère ; 5 : "C'est pour mieux t'embrasser mon enfant
- 1973 : Théâtre de l'étrange : Les talents
- 1977 : Les tréteaux de la nuit : Déviation
- 1978 : Les tréteaux de la nuit : Le Trio ou le Triomphe de la mécanique
- 1978 : Les tréteaux de la nuit : Les Rencontres de l'inspecteur Thomas MERCET dans les couloirs du métropolitain
- 1978 : Les tréteaux de la nuit : Un Parfum d'aubépine
- 1978 : Les tréteaux de la nuit : Jenny au solstice d'hiver
- 1978 : Les tréteaux de la nuit : Le Guerrier de pierre
- 1979 : Les tréteaux de la nuit : Du cyanure dans la rivière
- 1979 : Les tréteaux de la nuit : La Mort Caméléon
- 1979 : Les tréteaux de la nuit : Un poète m'a dit
- 1979 :La Tribune de l'Histoire : Les enragés de Munster : Jean de Leyde l'anabaptiste
- 1979 : La Tribune de l'Histoire : Monsieur Tout le monde au temps du bien-aimé
- 1979 : La Tribune de l'Histoire : De Cannes à Nice
- 1979 : La Tribune de l'Histoire : Fils de Louis XV et père de trois rois : LOUIS, dauphin
- 1979 : La Tribune de l'Histoire : Hier, le Moyen-Age : Charles V
- 1980 : La Tribune de l'Histoire : Ils ont vaincu l'Atlantique
- 1980 : La Tribune de l'Histoire : Catherine de Medicis
- 1980 : La Tribune de l'Histoire : Le Prince DE LIGNE, enchanteur de l'Europe
- 1981 : Le Jeu de la tentation
- 1981 : Les tréteaux de la nuit : L'Assassin de paille
- 1981 : La Tribune de l'Histoire : NOSTRADAMUS. La vérité
- 1982 : La Tribune de l'Histoire : Le véritable d'Artagnan
- 1982 : La Tribune de l'Histoire : Alexandre DUMAS devant louis Philippe
- 1982 : La Tribune de l'Histoire : Avé César
- 1982 : La Tribune de l'Histoire : Le goût du roi Louis XV
- 1982 : La Tribune de l'Histoire : Cette grande Séverine
- 1982 : La Tribune de l'Histoire : Les rois ennemis : Henry VIII et François 1er
- 1983 : Les Mille et un jours : Le goût du jeu
- 1983 : Les Mille et un jours : Le quadrille des escrocs
- 1983 :  La Tribune de l'Histoire : On marie Catherine
- 1984 : La Tribune de l'Histoire : Place Stanislas
- 1984 : La Tribune de l'Histoire : François de Guise
- 1984 : La Tribune de l'Histoire : Le mariage de Marie-Louise
- 1984 : Les Mille et un jours de Pierre Billard (scénariste) : Les enchères
- 1984 : Les Mille et un jours : Aimable vengeance
- 1984 : Les Mille et un jours : La Comtoise
- 1984 : Les Mille et un jours : Quand la souris n'est pas là
- 1984 : Les Mille et un jours : Adieu Edouard
- 1984 : Les Mille et un jours : A l'amiable
- 1984 : Les Mille et un jours : Un routard branché
- 1985 : La Tribune de l'Histoire : La révocation de l'Edit de Nantes
- 1985 : Les Mille et un jours : Cette place est-elle libre?
- 1985 : Les Mille et un jours : Un deux pièces très clair
- 1985 : Les Mille et un jours : La cravate jaune
- 1985 : Les Mille et un jours : Phylactères
- 1985 : Les Mille et un jours : Le malheur des uns
- 1985 : La Tribune de l'Histoire : Le mariage de la Grande Mademoiselle, la duchesse de Montpensier
- 1985 : La Tribune de l'Histoire : GALLIFFET, cet homme au ventre d'argent
- 1985 : Les Nouveaux maîtres du Mystère : Chimère, chimère
- 1986 : Les Nouveaux maîtres du Mystère : L'Irrésistible ascension de Luc DRAC, comptable
- 1986 : Les Nouveaux maîtres du Mystère : Chère Léa
- 1986 : Les Nouveaux maîtres du Mystère : Nouvelle adresse
- 1986 : Les Nouveaux maîtres du Mystère : Amanite phalloïde
- 1986 : Les Nouveaux maîtres du Mystère : Casting
- 1986 : Les Nouveaux maîtres du Mystère : Pauline et son destin
- 1986 : La Tribune de l'Histoire : Mille ans déjà ou l'oeuvre capétienne
- 1986 : La Tribune de l'Histoire : Henri III et la Reine Blanche
- 1987 : Les Nouveaux maîtres du Mystère : Il n'est jamais trop tard pour vivre
- 1987 : Les Nouveaux maîtres du Mystère : Sacré défense
- 1987 : Les Nouveaux maîtres du Mystère : Vivent les jeunes
- 1995 : La Tribune de l'Histoire : Les Dardanelles
- 1995 : La Tribune de l'Histoire : Il y a 200 ans, l'équipée du Comte d'Artois
- 1996 : La Tribune de l'Histoire : Il y a 200 ans : Joséphine devenait Mme Bonaparte
- 1997 : La Tribune de l'Histoire : Philippe Egalité, un Bourbon régicide
- 1997 : La Tribune de l'Histoire : Alfred de Vigny et ses amours

- 1987 : Les Mille et un jours : Le coeur aux affaires
- 1987 : Les Mille et un jours : Le dinosaure
- 1988 : Les Mille et un jours : Le bazar de la charité
- 1988 : Les Mille et un jours : Pâtes à l'italienne
- 1988 : Les Mille et un jours : La révélation
- 1988 : Les Mille et un jours : Mezzanine et kitchenette

France Culture :
- 1978 : Un livre des voix : Le voyage de l'épicier

- 1980 : Un livre des voix, réalisation de Pierre Sipriot: Graham GREENE : Docteur FISCHER de Genève
- 1981 : Un livre des Voix, réalisation de Pierre Sipriot : Le rendez vous du Lac Majeur
- 1981 : Un livre des voix : Le chevalier et la Reine
- 1982 : Un livre des voix, réalisation de Pierre Sipriot : Micheline BOUDET : Marguerite 1925
- 1982 : Un livre des voix, réalisation de Pierre Sipriot : DIDEROT : oeuvres romanesques
- 1983 : Un livre des voix : Jacques Sinclair : Le voyageur
- 1985 : Un livre des voix : Michel DROIT : La rivière de la guerre

## Discographie
- 1960 Une Journée À Versailles Sous Louis XIV, réalisation musicale et texte de Roland Douatte, Louis XIV
- 1964 Histoire du Soldat de Igor Stravinsky, ensemble instrumental de Igor Markevitch, le soldat